# Manga Bomber
Manga Bomber - Pennino di fuoco (吼えろペン?, Hoero Pen) è un manga scritto e disegnato da Kazuhiko Shimamoto e pubblicato in Giappone da Shogakukan dal 18 luglio 2001 al 17 dicembre 2004. In Italia il manga è stato pubblicato dalla Star Comics dal 9 febbraio 2005 al 9 febbraio 2006.
Il manga è nato come spin-off di un'altra opera di Kazuhiko Shimamoto dal titolo Moeyo Pen, nel cui ultimo volume sono presenti i personaggi principali di Manga Bomber, e ha avuto un sequel intitolato Shin Hoero Pen, composto da undici tankōbon pubblicati dal 18 marzo 2005 al 19 settembre 2008.

## Trama
Moyuru Honoo è un famoso mangaka che dirige la Honoo Production e che pubblica vari manga su numerose testate. Insieme ai suoi assistenti Yasu, Daitetsu, Hiro e Moyu deve superare numerosi imprevisti e nemici che spesso lo costringono ad occuparsi delle sue tavole all'ultimo momento, ma nonostante tutte queste difficoltà l'autore riuscirà sempre a portare a termine il suo duro lavoro.

## Personaggi

### Personaggi principali
Moyuru Honoo
Famoso mangaka che pubblica numerosi manga su varie riviste, è a capo della Honoo Production. Dal carattere ardente e combattivo, per portare a termine il suo lavoro fa qualsiasi cosa, anche rischiando la sua stessa vita.
Daitetsu
Primo assistente di Honoo. È appassionato di action figure, cartoni animati e telefilm di cui ha una grande collezione e da cui è un vero esperto.
Yasu
Secondo assistente di Honoo che si occupa principalmente di disegnare gli sfondi. Ha un carattere calmo ed è un attento osservatore.
Hiro "Hero" Maesugi
Terzo assistente di Honoo, che si occupa principalmente dei ritocchi. Assunto da Honoo in un momento di grande bisogno, ha lo stesso carattere del suo sensei e a causa di questo spesso rischia di fallire in quello che per lui è importante. Il suo più grande sogno è quello di diventare un fumettista professionista.
Moyu
È una fumettista che ha cercato di prendere il posto di Moyuru Honoo presentandosi col nome di Moyu Honoo. Dopo una disputa con Honoo ha deciso di diventare una sua assistente part-time, ma continua anche a pubblicare manga disegnati da lei. Il suo tratto e il suo modo di scrivere fumetti è molto simile a quello di Honoo.
Kurenai Hoshi
Desk (vicecapo) della redazione della rivista Shining mensile, è una donna dal carattere forte, che non permette a nessun fumettista di ritardare la consegna delle tavole o di fare il pigro. Per evitare problemi alla sua rivista spesso interviene in prima persona andando direttamente a casa dei fumettisti. Nessuno ha mai visto il suo volto, siccome indossa sempre un'ingombrante maschera che non si toglie nemmeno per fare il bagno nelle terme.